# Prince of Wales Trophy

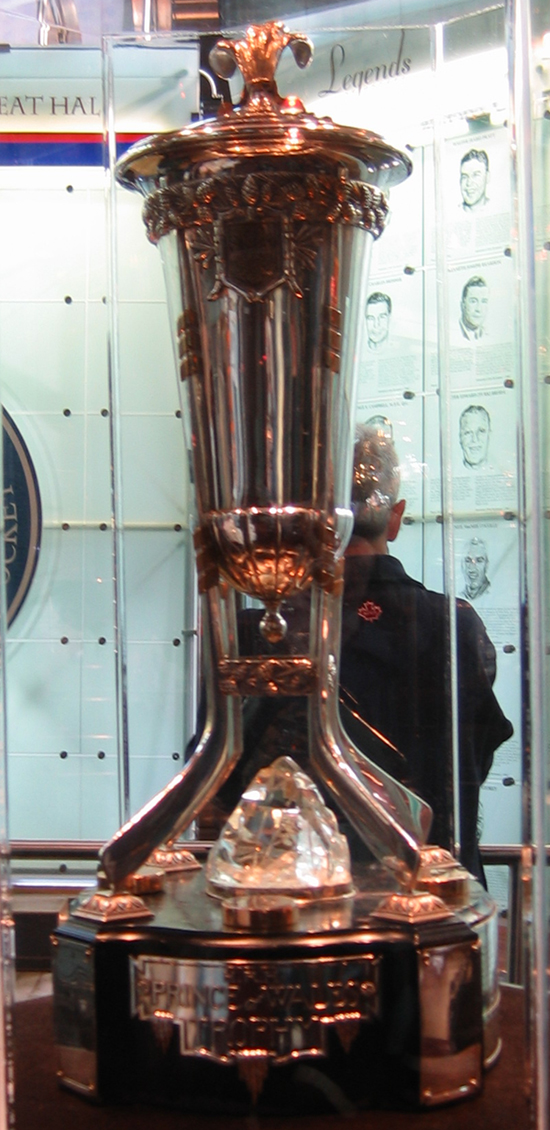
Prince of Wales Trophy

Prince of Wales Trophy är ett årligt pris som sedan säsongen 1993/1994 ges till Eastern Conference-mästarna i National Hockey League, det vill säga det lag som når Stanley Cup-finalen. 
Trofén donerades av Hans Kunglig Höghet Prinsen av Wales (senare Edvard VIII av England) 1924.  
Den introducerades som en trofé till vinnaren av grundserien i den amerikanska divisionen i NHL, men förändrades till att ges till vinnaren av grundserien när NHL säsongen 1938/1939 blev en enda division. 
När NHL utökades säsongen 1967/1968 och delades upp i Western Division och East Division, gavs Wales Trophy till vinnaren efter grundserien av East Division. 
Säsongerna 1974/1975-1980/1981 gick trofén till vinnaren efter grundserien av den conference som bar troféns namn.
Säsongerna 1981/1982-1992/1993 tilldelades trofén Stanley Cup-finalisten från Wales Conference. 

## Vinnare av Wales Trophy
| • 2024 - Florida Panthers - 2023 - Florida Panthers - 2022 - Tampa Bay Lightning - 2021 - Tampa Bay Lightning - 2020 - Tampa Bay Lightning - 2019 - Boston Bruins - 2018 - Washington Capitals - 2017 - Pittsburgh Penguins - 2016 - Pittsburgh Penguins - 2015 - Tampa Bay Lightning - 2014 - New York Rangers - 2013 - Boston Bruins - 2012 - New Jersey Devils - 2011 - Boston Bruins - 2010 - Philadelphia Flyers - 2009 - Pittsburgh Penguins - 2008 - Pittsburgh Penguins - 2007 - Ottawa Senators - 2006 - Carolina Hurricanes - 2004 - Tampa Bay Lightning - 2003 - New Jersey Devils - 2002 - Carolina Hurricanes - 2001 - New Jersey Devils - 2000 - New Jersey Devils - 1999 - Buffalo Sabres - 1998 - Washington Capitals - 1997 - Philadelphia Flyers - 1996 - Florida Panthers - 1995 - New Jersey Devils - 1994 - New York Rangers - 1993 - Montreal Canadiens - 1992 - Pittsburgh Penguins - 1991 - Pittsburgh Penguins - 1990 - Boston Bruins - 1989 - Montreal Canadiens - 1988 - Boston Bruins - 1987 - Philadelphia Flyers - 1986 - Montreal Canadiens - 1985 - Philadelphia Flyers - 1984 - New York Islanders - 1983 - New York Islanders - 1982 - New York Islanders | - 1981 - Montreal Canadiens - 1980 - Buffalo Sabres - 1979 - Montreal Canadiens - 1978 - Montreal Canadiens - 1977 - Montreal Canadiens - 1976 - Montreal Canadiens - 1975 - Buffalo Sabres - 1974 - Boston Bruins - 1973 - Montreal Canadiens - 1972 - Boston Bruins - 1971 - Boston Bruins - 1970 - Chicago Blackhawks - 1969 - Montreal Canadiens - 1968 - Montreal Canadiens - 1967 - Chicago Blackhawks - 1966 - Montreal Canadiens - 1965 - Detroit Red Wings - 1964 - Montreal Canadiens - 1963 - Toronto Maple Leafs - 1962 - Montreal Canadiens - 1961 - Montreal Canadiens - 1960 - Montreal Canadiens - 1959 - Montreal Canadiens - 1958 - Montreal Canadiens - 1957 - Detroit Red Wings - 1956 - Montreal Canadiens - 1955 - Detroit Red Wings - 1954 - Detroit Red Wings - 1953 - Detroit Red Wings | - 1952 - Detroit Red Wings - 1951 - Detroit Red Wings - 1950 - Detroit Red Wings - 1949 - Detroit Red Wings - 1948 - Toronto Maple Leafs - 1947 - Montreal Canadiens - 1946 - Montreal Canadiens - 1945 - Montreal Canadiens - 1944 - Montreal Canadiens - 1943 - Detroit Red Wings - 1942 - New York Rangers - 1941 - Boston Bruins - 1940 - Boston Bruins - 1939 - Boston Bruins - 1938 - Boston Bruins - 1937 - Detroit Red Wings - 1936 - Detroit Red Wings - 1935 - Boston Bruins - 1934 - Detroit Red Wings - 1933 - Boston Bruins - 1932 - New York Rangers - 1931 - Boston Bruins - 1930 - Boston Bruins - 1929 - Boston Bruins - 1928 - Boston Bruins - 1927 - Ottawa Senators - 1926 - Montreal Maroons - 1925 - Montreal Canadiens - 1924 - Montreal Canadiens |